# カンディディモナス
カンディディモナス（Candidimonas）は、2011年9月に記載された真正細菌である。タイプ種はカンディディモナス・ニトロレドゥケンスCandidimonas nitroreducens。
学名はラテン語の「candidus」（白い）とmonas（個体）の合成語（新ラテン語）で「白いもの」を意味し、培養時に白いコロニーを形成したことから命名された。2011年9月現在、ポルトガルの下水汚泥堆肥より発見された2種が知られている。